# 파파스 아루가다스
파파스 아루가다스(스페인어: papas arrugadas [ˈpapas aruˈɣaðas])는 카나리아 제도에서 전통적으로 먹는 구운 감자 요리이다. 보통 모호라고 부르는 양념을 뿌리거나 고기 요리와 곁들여서 가져다 준다.
이 요리는 갓 재배한 조그만 감자들을 재료로 한다. 감자들을 (껍질은 벗기지 않은 채) 깨끗이 씻어서 물에 삶은 뒤 (원래는 바닷물에 삶지만 일반적으로는 삶은 과정에서 물에 소금을 넣는다), 주름이 질 때까지 표면을 굽는다. 아니면 일부 요리법에서는 소금물에 삶은 후 그 물을 대부분 버리고 난 뒤, 감자가 마를 때까지 조금 남은 물을 끓여서 증발시킨다. 이렇게 하면 감자 표면에 특유의 건조한 소금층을 남긴다.
감자는 요리하는 사람이 구할 수 있는 가장 작은 것이어야 한다. 그렇지 않다면 그 감자는 예상되는 맛을 잃고 어느 소스든 흡수하지 못하게 된다.
파파스 아루가다스는 스페인 요리 중에서도 가장 독특한 요리 중 하나로 여겨지며, 특히 여행객들이나 심지어 카나리아 제도에서 태어나지 않은 스페인 사람들에게는 매우 색다른 음식이다. 또한 카나리아 제도 요리에서 '주 요리'나 '인기 요리'로 여겨지기도 한다.

## 같이 보기
- 솔트 포테이토
- 카나리아 제도 요리
- 스페인 요리 목록